# The Outer Worlds
The Outer Worlds is een actierollenspel ontwikkeld door Obsidian Entertainment. Het spel wordt uitgegeven door Private Division en kwam op 25 oktober 2019 uit voor de PlayStation 4, Windows en de Xbox One. Een versie voor de Nintendo Switch kwam uit op 5 juni 2020.
The Outer Worlds is een spirituele opvolger van Fallout, een serie waar Obsidian Entertainment voorheen heeft bijgedragen als ontwikkelaar van Fallout: New Vegas dat in 2010 uitkwam.

## Synopsis
The Outer Worlds is een first-person actierollenspel dat zich afspeelt in de Verenigde Staten in een alternatieve geschiedenis, waar aan het begin van de twintigste eeuw geen maatregelen zijn genomen tegen monopolies. Hierdoor is in de loop der tijd de controle van bedrijven op sociaal vlak gestegen en controleren megacorporaties vele aspecten van het leven van het volk. Het spel speelt zich af in 2355, een tijd waar ruimtekolonisatie vergevorderd is.

## Ontvangst
| \| Recensiescore \| Recensiescore \| \| Recensieverzamelaar \| Score \| \| ------------------- \| ---------------------------------------------- \| \| Metacritic \| 86/100 (PS4)[6] 82/100 (Win)[7] 85/100 (X1)[8] \| \| Publicist \| Score \| \| Gamer.nl \| 8,5/10 (PS4)[9] \| \| Power Unlimited \| 88/100 [10] \| \| Tweakers \| 8,5/10 (X1)[11] \| |                                       |
| Recensiescore |                                       |
| Recensieverzamelaar | Score                                 |
| Metacritic | 86/100 (PS4) 82/100 (Win) 85/100 (X1) |
| Publicist | Score                                 |
| Gamer.nl | 8,5/10 (PS4)                          |
| Power Unlimited | 88/100                                |
| Tweakers | 8,5/10 (X1)                           |